# Passionworks (album)
Pour les articles homonymes, voir Passionworks.
Albums de Heart
Private Audition
(1982) Heart
(1985)
Passionworks est le septième album studio du groupe rock américain Heart. L'album marque un changement de direction musicale du rock et du folk au rock traditionnel. Cet album a passé 21 semaines sur le Billboard 200 américain et a atteint le n ° 39.Le single How can I refuse? a atteint le n ° 44 sur les charts des 100 singles du Billboard Hot, et n ° 1 sur les charts Hot Rock pendant une semaine. Passionworks est le dernier album du groupe avec Epic Records avant leur changement vers Capitol Records. C’est le premier album de Heart avec le batteur Denny Carmassi et le bassiste Mark Andes, qui ont remplacé les membres originaux Mike DeRosier et Steve Fossen. L'album s'est vendu à près de 500 000 exemplaires aux États-Unis. En 2009, Passionworks a été réédité sur le label Beat Goes On sous la forme d'un double CD avec le précédent album du groupe, Private Audition. À noter la présence de David Paich et Steve Porcaro du groupe Toto sur plusieurs chansons de l'album. La seule chanson écrite par une source extérieure au groupe, Allies est de Jonathan Cain, qui était à l'époque le claviériste du groupe Journey.

## Liste des pistes
1. How Can I Refuse - (Ann Wilson, Nancy Wilson, Sue Ennis, Howard Leese, Mark Andes, Denny Carmassi) - 3:52
2. Blue Guitar - (A. Wilson, N. Wilson, Ennis, Leese, Andes, Carmassi) - 3:54
3. Johnny Moon - (A. Wilson, N. Wilson, Ennis) - 4:00
4. Sleep Alone - (A. Wilson, Ennis) - 4:12
5. Together Now - (A. Wilson, N. Wilson, Ennis) - 3:50
6. Allies - (Jonathan Cain) - 4:44
7. (Beat By) Jealousy - (A. Wilson, Ennis) - 3:18
8. Heavy Heart - (A. Wilson, N. Wilson, Ennis, Keith Olsen) - 3:50
9. Love Mistake - (N. Wilson) - 3:28
10. Language of Love - (A. Wilson, N. Wilson, Ennis) - 3:38
11. Ambush - (A. Wilson, Ennis) - 3:14

## Personnel
- Ann Wilson : Chant, chœurs
- Nancy Wilson : Guitares acoustique et électrique, chant sur 9, synthétiseurs, chœurs
- Howard Leese : Guitares, synthétiseurs, chœurs
- Mark Andes : Basse, chœurs
- Denny Carmassi : Batterie

## Personnel additionnel
- Lynn Wilson : Chœurs (6)
- David Paich : Piano (6), synthétiseurs (1-3,6,10)
- Steve Porcaro : Synthétiseurs (11), programmation des synthés
- Keith Olsen : arrangements